# 사정로
사정로(Sajeong_ro)는 경상북도 경주시 황남동 493-1과 사정동 470-2를 잇는 도로이다.

## 주요 경유지
경상북도
- 경주시 (황남동, 사정동)

## 노선
| 이름                  | 접속 노선                   | 소재지   | 소재지 | 소재지 | 비고 |
| --------------------- | --------------------------- | -------- | ------ | ------ | ---- |
| (이름 없음)           | 강변로                      | 경상북도 | 경주시 | 황남동 |      |
| (이름 없음)           | 사정로14번길                | 경상북도 | 경주시 | 황남동 |      |
| (이름 없음)           | 사정로18번길                | 경상북도 | 경주시 | 황남동 |      |
| (이름 없음)           | 금성로233번길               | 경상북도 | 경주시 | 황남동 |      |
| (이름 없음)           | 금성로                      | 경상북도 | 경주시 | 황남동 |      |
| (이름 없음)           | 포석로1095번길 첨성로49번길 | 경상북도 | 경주시 | 황남동 |      |
| (이름 없음)           | 사정로50번길                | 경상북도 | 경주시 | 황남동 |      |
| (이름 없음)           | 국도 제35호선 (포석로)      | 경상북도 | 경주시 | 사정동 |      |
| 포석로1068번길과 직결 |                             |          |        |        |      |